# دوغ فرانس
دوغ فرانس (بالإنجليزية: Doug France) هو لاعب كرة قدم أمريكية أمريكي، ولد في 26 أبريل 1953 في دايتون في الولايات المتحدة، وتوفي في 8 أبريل 2016 في لاس فيغاس في الولايات المتحدة.

## وصلات خارجية
- دوغ فرانس على موقع مرجع كرة القدم المحترفة.كوم (الإنجليزية)
- دوغ فرانس على موقع IMDb (الإنجليزية)